# Écho et Narcisse (mythologie)
Pour les articles homonymes, voir Écho, Narcisse et Écho et Narcisse.

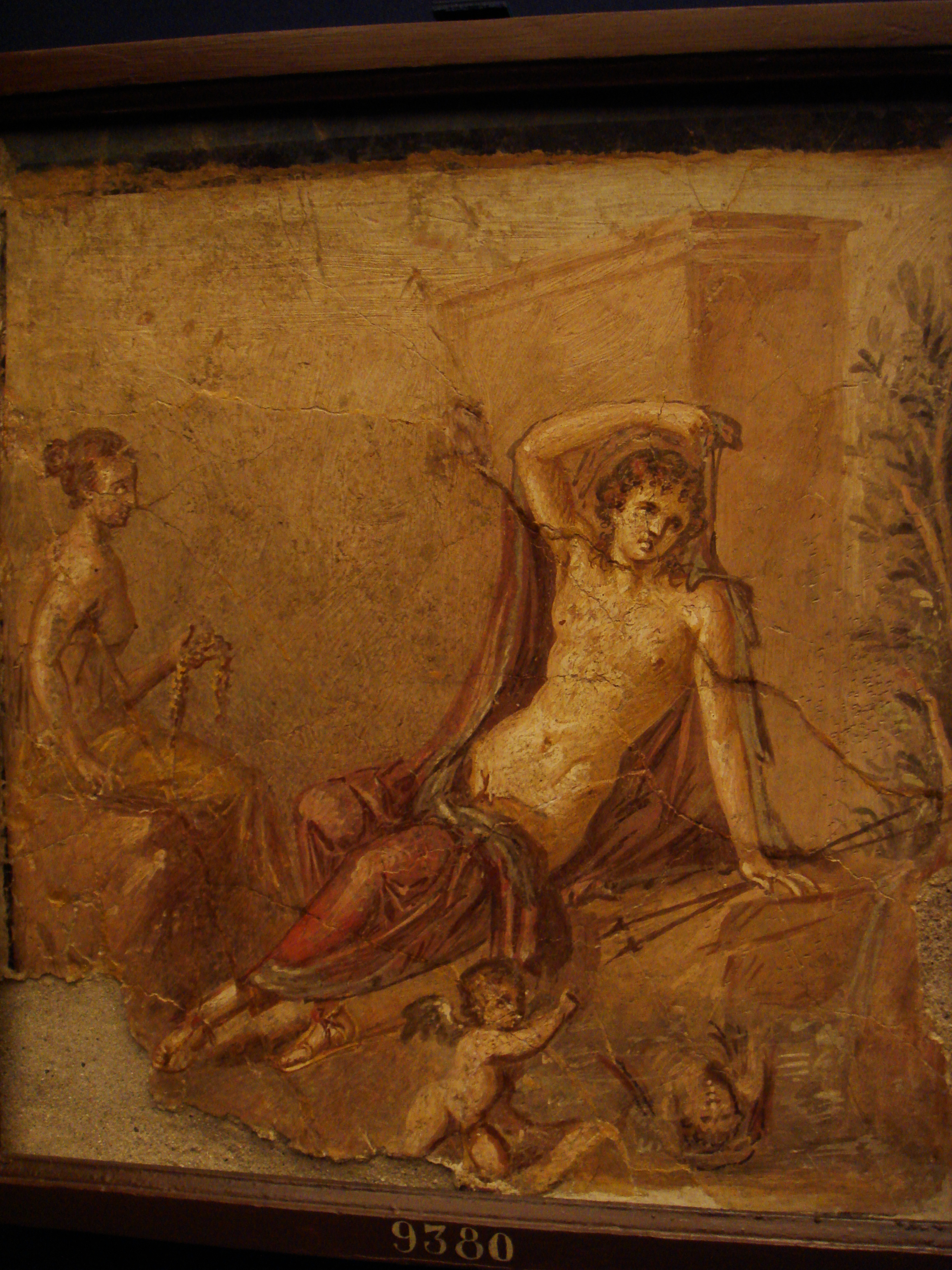
Narcisse et Écho (45-79 apr. J.-C.), peinture murale de Pompéi

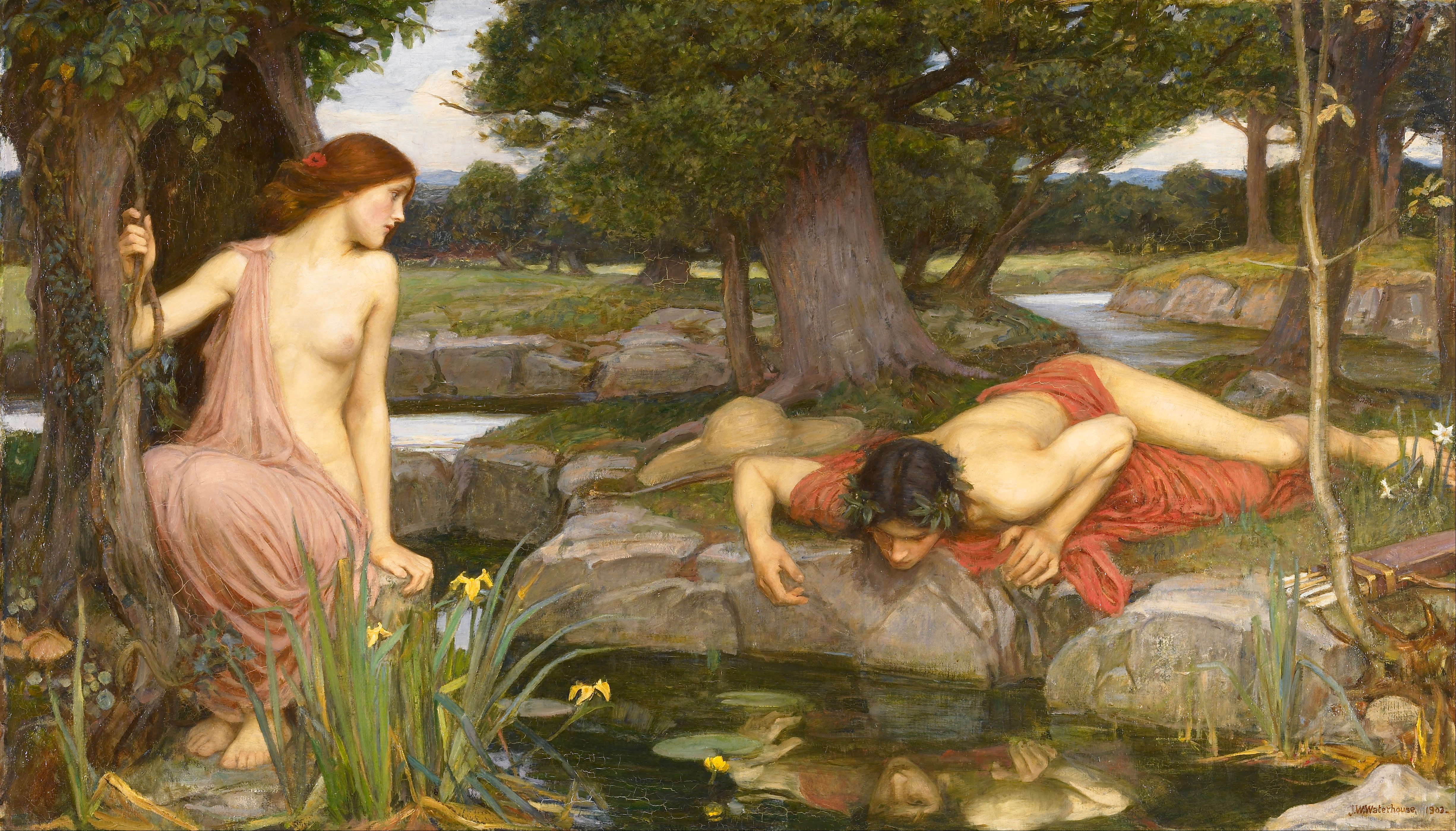
Echo et Narcisse (1903), une interprétation préraphaélite de John William Waterhouse

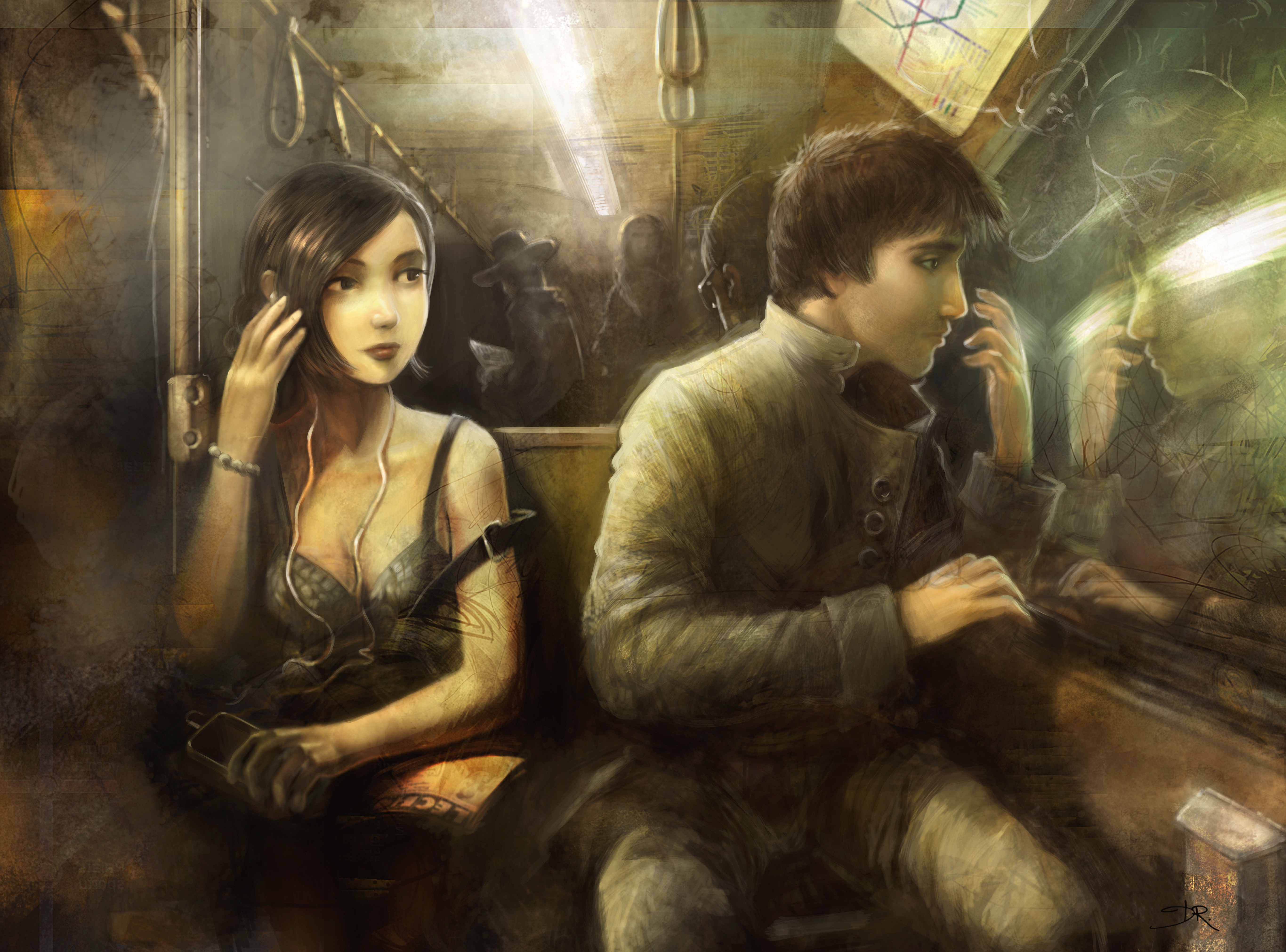
Narcissus & Echo (2006-2022), une interprétation contemporaine de David Revoy

Écho et Narcisse est un mythe des Métamorphoses d'Ovide, une épopée mythologique romaine de l'époque augustéenne. L'introduction du mythe de la nymphe des montagnes Écho dans l'histoire de Narcisse, le beau jeune homme qui rejeta Écho et tomba amoureux de son propre reflet, semble avoir été une invention d'Ovide. La version d'Ovide a influencé la présentation du mythe dans l'art et la littérature occidentale ultérieur (voir par exemple l'opéra Écho et Narcisse de Gluck).

## Histoire
Le mythe d'Echo figure dans le livre III des Métamorphoses. C'est l'histoire d'une « nymphe bavarde » que Vénus admire pour sa voix et son chant magnifique. Lorsqu'Echo aide à couvrir les infidélités de Jupiter en distrayant Junon par ses bavardages, cette dernière maudit Echo en lui ôtant la capacité d'initier une phrase par sa propre voix, ne lui laissant que la possibilité de répéter les phrases commencées par autrui. «Tu auras toujours le dernier mot, mais jamais tu ne parleras la première ».
Quelque temps après, Écho aperçoit un jeune homme, Narcisse, qui chassait le cerf avec ses compagnons. Elle tombe immédiatement amoureuse de lui et se met à le suivre. Plus elle regarde le jeune homme, plus elle le désire. Même si elle souhaite de tout son cœur l'interpeller, la malédiction de Junon l'en empêche.
Pendant la chasse, Narcisse s'est séparé de ses compagnons et a crié : « Y a-t-il quelqu'un là-bas ? » et il a entendu la nymphe répéter ses mots. Surpris, Narcisse répondit à la voix : « Viens ici », pour se faire dire la même chose. Lorsque Narcisse vit que personne n'était sorti de la clairière, il en conclut que le propriétaire de la voix devait le fuir et cria à nouveau. Finalement, il a crié : « De cette façon, nous devons nous rejoindre. » Considérant cela comme une réciprocité de son amour, Écho approuva avec extase : « Nous devons nous rejoindre ! ».
Dans sa joie, Écho se précipita vers Narcisse, prête à jeter ses bras autour de son bien-aimé. Narcisse, cependant, fut consterné et, la méprisant, s'exclama: « Bas les pattes ! Que je meure avant que vous ne profitiez de mon corps ». Tout ce qu'Écho pouvait murmurer en réponse était : « profite de mon corps » et après cela, elle s'est enfuie, méprisée, humiliée et honteuse.
Malgré la dureté de son rejet, l'amour d'Écho pour Narcisse n'a fait que grandir. Les autres nymphes d'Écho ont prié Némésis de punir Narcisse avec un amour qui n'était pas non plus réciproque. Némésis l'a fait tomber amoureux de son propre reflet dans une mare d'eau où il a dépéri et est mort, incapable de détourner son regard de la belle jeunesse qu'il ne reconnaissait pas comme lui-même. Narcisse, regardant une dernière fois dans la piscine, dit: « Oh, merveilleux garçon, je t'ai aimé en vain, adieu », Écho répéta également: « Adieu ».
Finalement, Écho commença également à dépérir. Même si elle était immortelle, son corps s'est évanoui et ses os se sont transformés en pierre jusqu'à ce qu'il ne reste plus d'Écho que le son de sa voix.

## Voir également